# Чинета
Чинета́ (рос. Чинета) — село у складі Краснощоковського району Алтайського краю, Росія. Адміністративний центр Чинетинської сільської ради.

## Населення
Населення — 545 осіб (2010; 827 у 2002).
Національний склад (станом на 2002 рік):
- росіяни — 97 %